# Linia tramwajowa Piran – Portorož – Lucija
Linia tramwajowa Piran – Portorož – Lucija – zlikwidowana linia tramwaju międzymiastowego w Istrii, która w latach 1912–1953 łączyła miejscowości dawnego Pobrzeża Austriackiego (obecnie region Primorska w Słowenii). Rozpoczynała się na placu Tartiniego w Piranie i biegła brzegiem Adriatyku do Sv. Luciji przez Portorož. Na przystanku końcowym istniała możliwość przesiadki na pociągi kursujące linią kolejową Triest – Parenzo.
Podobnie jak inne systemy tramwajowe w Austro-Węgrzech, linia miała bośniacki rozstaw szyn (760 mm), który wówczas nie był popularnym standardem.

## Historia
W celu poprawienia skomunikowania portowego miasta Piran z ówczesnym Pobrzeżem Austriackim, w 1909 r. uruchomiono tzw. kolej bezszynową (Gleislose Bahn), wczesną wersję trolejbusu, do Sv. Luciji przez Portorož. Połączyła ona plac Tartiniego w Piranie z dworcem Santa Lucia di Portorose w ciągu linii kolejowej Triest – Parenzo. Eksploatacja wczesnej wersji trolejbusu nie sprawdziła się. W dniu 11 grudnia 1911 r. Ministerstwo Kolei Austro-Węgier udzieliło firmie Officine Riunite del Gas z Augsburga koncesji na budowę i eksploatację linii tramwaju elektrycznego o rozstawie szyn 760 mm z Piranu do Luciji przez Portorož. Na trasie trolejbusu położono tory tramwajowe i w 1912 r. oddano do użytku linię tramwaju międzymiastowego.
Koncesja zezwalała na ruch towarowy i bocznice, dlatego zaplanowano połączenie linii tramwajowej z linią kolejową Triest – Parenzo i zdecydowano się na rozstaw szyn 760 mm. W praktyce jednak taka łącznica nigdy nie powstała. W styczniu 1912 r. projekt linii zrewidowano, a 20 lipca 1912 r. tramwaje rozpoczęły kursowanie.
Rozkład jazdy zakładał częstotliwość 40-minutową. W godzinach szczytu tramwaje kursowały co 20 minut.
Zamknięcie linii kolejowej Triest – Poreč, które miało miejsce w 1935 r., doprowadziło do zmniejszenia ruchu pasażerskiego na linii tramwajowej. Z powodu spadku liczby pasażerów i złego stanu technicznego linię zlikwidowano 31 sierpnia 1953 r., krótko przed przyznaniem Jugosławii części Wolnego Terytorium Triestu obejmującego Primorskę.
Po likwidacji linii większość tramwajów przetransportowano drogą morską do Dubrovnika, a stamtąd lądową do Sarajewa, gdzie kursowały jeszcze do 1960 r. Wyposażenie stacji prostownikowych przekazano technikum. Do współczesnych czasów w Piranie przetrwała część rozet do mocowania sieci trakcyjnej.

## Charakterystyka
Wagony tramwajowe zasilano napięciem prądu stałego równym 500 V, rozstaw szyn był wąskotorowy i wynosił 760 mm, długość torowisk wynosiła 5,447 km; minimalny promień łuku wynosił 20 metrów, maksymalne nachylenie torów 35‰. Maksymalna dozwolona prędkość równała się 26 km/h.

### Przebieg trasy
Linia rozpoczynała się na placu Tartiniego w Piranie, następnie opuszczała miasto (na obrzeżach którego znajdowała się zajezdnia na 8 wagonów) i przejeżdżała przez Portorož, kończąc bieg w miejscowości Lucija przy stacji kolejowej na linii Triest – Poreč.

### Infrastruktura zasilająca
Energię elektryczną do sieci trakcyjnej dostarczał zakład energetyczny z San Bernardino. Dwie sprzężone lokomobile o mocy mechanicznej 200 KM napędzały prądnice, które wytwarzały energię elektryczną o mocy 120 kW i napięciu 500 V prądu stałego. W późniejszym czasie lokomobile zastąpiono generatorami spalinowymi.

## Tabor
Tabor początkowo składał się z czterech wagonów silnikowych (nr 1–4), z których każdy mógł przewozić 20 pasażerów, dwóch półotwartych doczep (pojemność: 32 osoby, numery taborowe 11–12) i wagonu technicznego. Wszystkie wagony zostały zbudowane przez Grazer Waggonfabrik. W 1914 roku doczepę nr 11 przebudowano na wagon silnikowy (po przebudowie otrzymał nr 5). Zakupiono także nowy wagon doczepny w zakładach Grazer Waggonfabrik. W latach 20. XX wieku wagon techniczny przebudowano na pasażerski.
Po zamknięciu linii wagony zostały sprzedane do Sarajewa.
| Numer taborowy  | Rok produkcji | Typ                                  | Producent cz. mech. | Producent cz. el. | Masa    | Moc       | Uwagi                                             |
| --------------- | ------------- | ------------------------------------ | ------------------- | ----------------- | ------- | --------- | ------------------------------------------------- |
| 1–4             | 1912          | silnikowy                            | Grazer Waggonfabrik | ÖSSW              | 8700 kg | 2 × 30 kW |                                                   |
| 5               | 1914          | silnikowy                            | Grazer Waggonfabrik | ÖSSW              | 8700 kg | 2 × 30 kW | przebudowany z doczepnego nr 12                   |
| 11–12           | 1912          | częściowo otwarty, doczepny          | Grazer Waggonfabrik |                   | 5870 kg |           | doczepa nr 12 przebudowana na silnikowy w 1914 r. |
| -               | 1912          | wieżowy (montażowy sieci trakcyjnej) | Grazer Waggonfabrik |                   |         |           |                                                   |
| 13              | ?             | doczepny                             | Grazer Waggonfabrik |                   |         |           | przebudowany z wieżowego                          |
| 21 (później 14) | 1914          | otwarty, letni                       | Grazer Waggonfabrik |                   | 2900 kg |           |                                                   |